# Alpaida vanzolinii
Alpaida vanzolinii är en spindelart som beskrevs av Levi 1988. Alpaida vanzolinii ingår i släktet Alpaida och familjen hjulspindlar. Inga underarter finns listade i Catalogue of Life.